# Links 2-3-4
Links 2-3-4 è un singolo del gruppo musicale tedesco Rammstein, pubblicato il 28 maggio 2001 come secondo estratto dal terzo album in studio Mutter.

## Descrizione
Attraverso questo brano il gruppo ha voluto smentire coloro che all'epoca li accusò di mostrare simpatie verso il nazismo.

## Video musicale
Il video, realizzato in computer grafica 3D, mostra lo scontro tra una colonia di formiche e tre grossi coleotteri che attaccano il loro formicaio. Le formiche sono tranquille nel loro formicaio, una sorta di grattacielo di terra la cui pianta ricorda il logo dei Rammstein: giocano a calcio, ballano in discoteca dove vengono suonati dischi degli stessi Rammstein, assistono a un film in un cinema, quando all'improvviso vengono assalite da tre coleotteri che entrano nel loro rifugio, devastandolo. Una formica aizza l'intera colonia che si compatta in una formazione ordinata e serrata, per attaccare gli intrusi, i quali vengono sovrastati tramite una manovra a tenaglia. Negli ultimi secondi del video, mentre sullo sfondo si vedono le formiche sconfiggere i coleotteri invasori, in primo piano, si intravede una mano destra umana senza vita assalita da una moltitudine di altre formiche.

## Tracce
CD
1. Links 2 3 4 – 3:36
2. Halleluja – 3:45

CD maxi
1. Links 2 3 4 – 3:36
2. Halleluja – 3:45
3. Links 2 3 4 (Clawfinger Geradeaus Mix) – 4:28
4. Links 2 3 4 (WestBam Technolectro Mix) – 5:57
5. Links 2 3 4 (WestBam Hard Rock Cafe Bonus Mix) – 3:43

DVD
- Audio Part

1. Links 2 3 4 – 3:36
2. Halleluja – 3:45
3. Links 2 3 4 (Clawfinger Geradeaus Mix) – 4:28
4. Links 2 3 4 (WestBam Technolectro Mix) – 5:57
5. Links 2 3 4 (WestBam Hard Rock Cafe Bonus Mix) – 3:43

- DVD Part

1. Links 2 3 4 (Video) – 3:36
2. Links 2 3 4 (Making Of) – 10:10
3. Photogallery

12"
- Lato A

1. Links 2 3 4 (WestBams Technolectro Mix) – 5:57
2. Links 2 3 4 (WestBams Hard Rock Cafe Bonus Mix) – 3:43

- Lato B

1. Links 2 3 4 (Clawfinger Geradeaus Mix) – 4:28

## Formazione
Hanno partecipato alle registrazioni, secondo le note di copertina:
Gruppo
- Christoph Doom Schneider – batteria
- Doktor Christian Lorenz – tastiera
- Till Lindemann – voce
- Paul Landers – chitarra
- Richard Z. Kruspe-Bernstein – chitarra
- Oliver Riedel – basso

Produzione
- Jacob Hellner – produzione
- Rammstein – produzione
- Stefan Glaumann – missaggio
- Ulf Kruckenberg – ingegneria del suono
- Myriam Correge – assistenza tecnica
- Florian Ammon – programmazione Logic e Pro Tools
- Howie Weinberg – mastering